# Simplistico
Simplistico är Magnus Johanssons tredje album. Albumet släpptes 1998.

## Låtlista
| Nr           | Titel                                    | Längd   |
| ------------ | ---------------------------------------- | ------- |
| 1.           | Den där stan jag växte upp i             | 2:31    |
| 2.           | En storm                                 | 3:21    |
| 3.           | I den där stolen                         | 3:50    |
| 4.           | Det vilda - tur och retur                | 5:30    |
| 5.           | Ta mig tillbaka                          | 3:42    |
| 6.           | Solens & månens bröllop                  | 4:23    |
| 7.           | Eld                                      | 4:33    |
| 8.           | Om det inte var för dig (if not for you) | 3:08    |
| 9.           | Lång väg                                 | 3:08    |
| 10.          | När hon sjöng                            | 5:52    |
| 11.          | Dodge                                    | 5:23    |
| 12.          | Som en syster                            | 4:33    |
| 13.          | Sista bussen härifrån                    | 4:04    |
| 14.          | Ny morgon                                | 4:22    |
| 15.          | Låt dom inte komma åt mitt barn          | 6:03    |
| 16.          | Nånstans, nångång                        | 3:47    |
| Total längd: | Total längd:                             | 1:08:10 |